# Amejjaou
Amejjaou (en àrab أمجاو, Amajjāw; en amazic ⴰⵎⴻⵊⵊⴰⵡ) és una comuna rural de la província de Driouch, a la regió de L'Oriental, al Marroc. Segons el cens de 2014 tenia una població total de 4.988 persones.